# Realisten '81

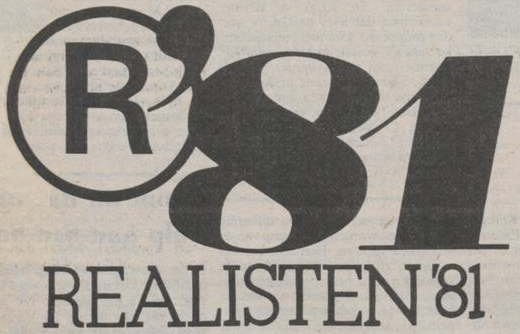
Logo van de partij

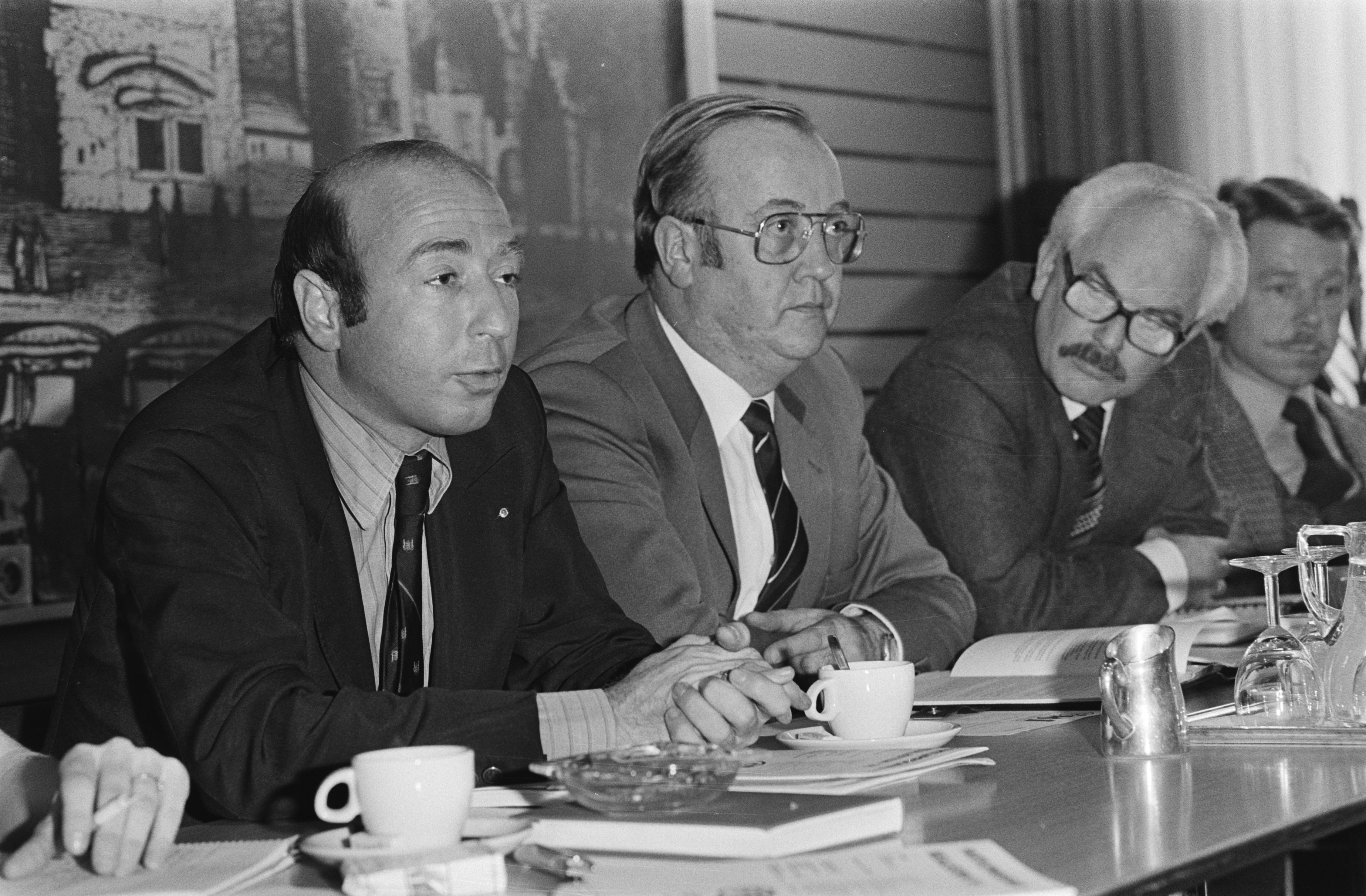
Partijleider Knoop (l) en voorzitter Quasten (m) bij de presentatie van het verkiezingsprogramma bij een persconferentie in Nieuwspoort, 19 maart 1981

Realisten '81 (R'81) was een Nederlandse politieke partij die in 1980 werd opgericht door oud-journalist Hans Knoop. De partij deed mee aan de Tweede Kamerverkiezingen van 1981.
De partij werd gepresenteerd op 20 november 1980, en was opgericht door zakenmensen die teleurgesteld waren in de VVD. Ze wilden voorkomen dat ontevreden VVD-kiezers naar D'66 zouden gaan. Alle kandidaten op de kieslijst van 1981 waren oud-VVD'ers. Het bestuur bestond bij de oprichting naast Knoop uit handels- en productiebedrijfdirecteur P. Quasten (voorzitter), oud-Telegraafjournalist Eli Sondervan (secretaris) en glasgroothandeldirecteur P. Moone. De partij werd naar eigen zeggen door twaalf bedrijven gefinancierd.
Het was een rechtse partij, die "een drastische belastingvermindering" voorstond als belangrijkste partijpunt, waarin iedereen slechts een vlaktaks van 25% zou betalen. Ook wilde ze een sterke groei van defensie-uitgaven en meer aansporing voor uitkeringstrekkers om te gaan werken. De partij moest naast binnen het parlement werken, ook buitenparlementaire acties gaan steunen, zoals de weigering van burgers om belasting te betalen. Ze profileerde zich als law and order-partij, die zo de uitwassen van links- en rechtsextremisme wilde voorkomen.
De partij trok tijdens de campagne aanzienlijke aandacht met de aankondiging dat ze vanaf een zeezender in internationale wateren 24 uur per dag campagne zou gaan voeren, wat destijds illegaal was. De officier van justitie had na een proefuitzending de Radiocontroledienst een onderzoek laten instellen naar de zender.
De partij kreeg bij de Kamerverkiezingen van 26 mei 1981 uiteindelijk 2.080 stemmen, terwijl er zo'n 58.000 nodig waren voor een zetel. In januari 1982 stapte partijleider Knoop uit de politiek, omdat hij het zinloos vond om door te gaan na deze nederlaag. R'81 had zich aangemeld voor de Provinciale Statenverkiezingen 1982, maar diende geen lijsten in. Op 2 april 1983 ging de partij op in de Burger Partij voor Recht en Veiligheid (BPRV), samen met partijen als Binding Rechts, God Met Ons en Leefbaar Nederland.

## Kandidatenlijst Tweede Kamerverkiezingen 1981
De kandidatenlijst van de partij was als volgt:
1. Hans Knoop - 1.750 stemmen
2. P.J.G. Quasten - 35
3. R. Bosma - 22
4. C.M. Schnellenberg - 19
5. R.H. Molenaar - 14
6. Th.J.M.H. Schneider - 21
7. P.L.E. Verhallen - 5
8. J. Bakker - 26
9. L.G.M. Rijsbergen - 9
10. A.M. Grau - 16
11. M. Piller - 15
12. R. van Velzen - 19
13. J.J.G.M. Geelen - 8
14. F.Th. Doorneveld - 16
15. H. de Beer-Sloos - 15
16. P.H.J. Moone - 13
17. P.C.M. Schaar - 9
18. A. Kroon - 7
19. A.A.T. de Bock - 13
20. M.A. van der Werff - 10
21. M.H. Evers - 38